# Нидерентсен
Нидерентсен (фр. Niederentzen) — коммуна на северо-востоке Франции в регионе Гранд-Эст (бывший Эльзас — Шампань — Арденны — Лотарингия), департамент Верхний Рейн, округ Тан — Гебвиллер, кантон Энсисем. До марта 2015 года коммуна в составе кантона Энсисем административно входила в состав округа Гебвиллер.
Площадь коммуны — 8,88 км², население — 358 человек (2006) с выраженной тенденцией к росту: 544 человека (2012), плотность населения — 61,3 чел/км².

## Население
Численность населения коммуны в 2011 году составляла 494 человека, а в 2012 году — 544 человека.
| 1962 | 1968 | 1975 | 1982 | 1990 | 1999 | 2006 | 2008 | 2011 | 2012 |
| ---- | ---- | ---- | ---- | ---- | ---- | ---- | ---- | ---- | ---- |
| 245  | 226  | 263  | 312  | 320  | 322  | 358  | 368  | 494  | 544  |

Динамика населения:

## Экономика
В 2010 году из 312 человек трудоспособного возраста (от 15 до 64 лет) 236 были экономически активными, 76 — неактивными (показатель активности 75,6 %, в 1999 году — 77,0 %). Из 236 активных трудоспособных жителей работали 224 человека (129 мужчин и 95 женщин), 12 числились безработными (двое мужчин и 10 женщин). Среди 76 трудоспособных неактивных граждан 13 были учениками либо студентами, 45 — пенсионерами, а ещё 18 — были неактивны в силу других причин.
На протяжении 2011 года в коммуне числилось 197 облагаемых налогом домохозяйств, в которых проживало 469,5 человек. При этом медиана доходов составила 22606 евро на одного налогоплательщика.

## Достопримечательности (фотогалерея)

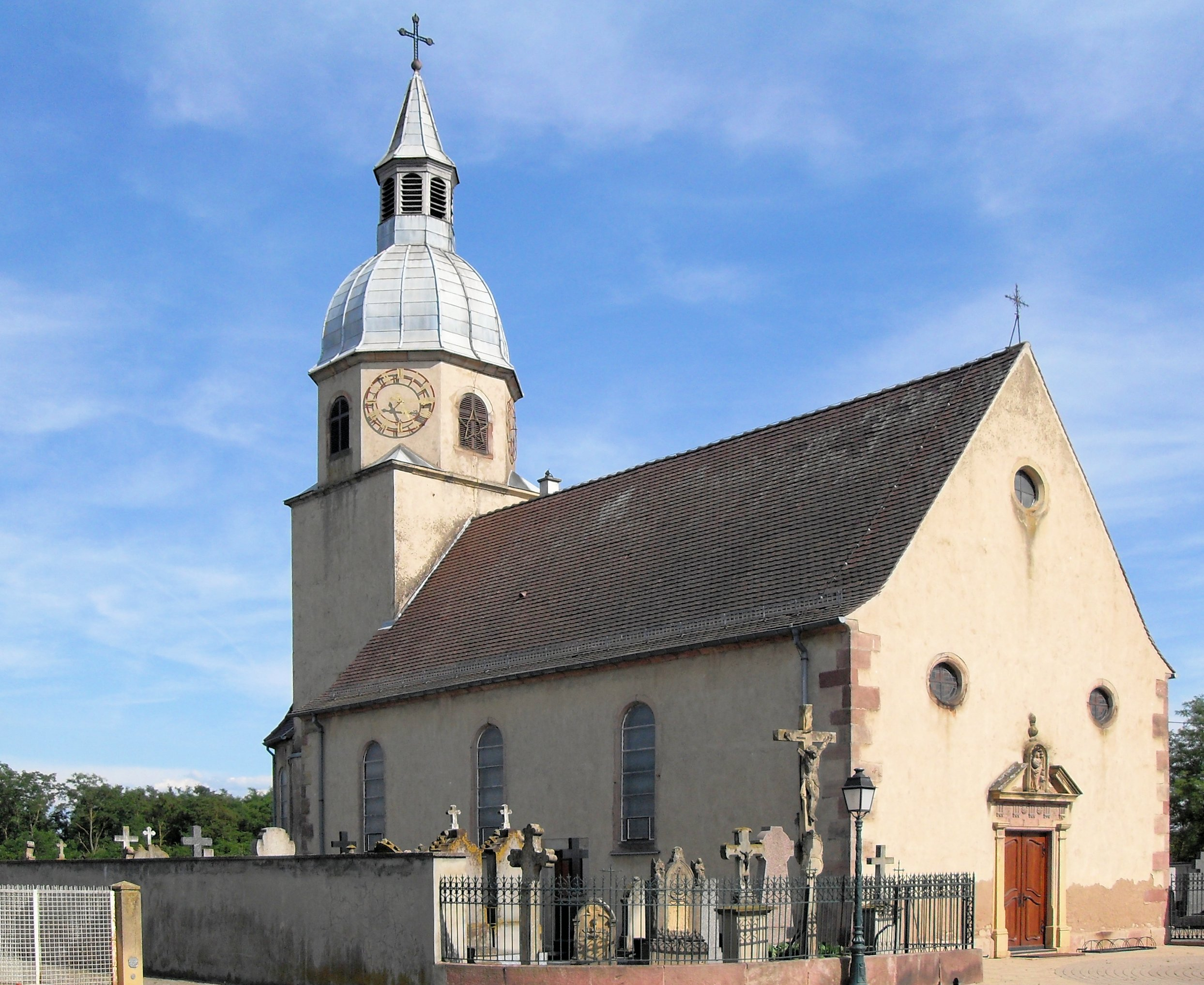
Церковь
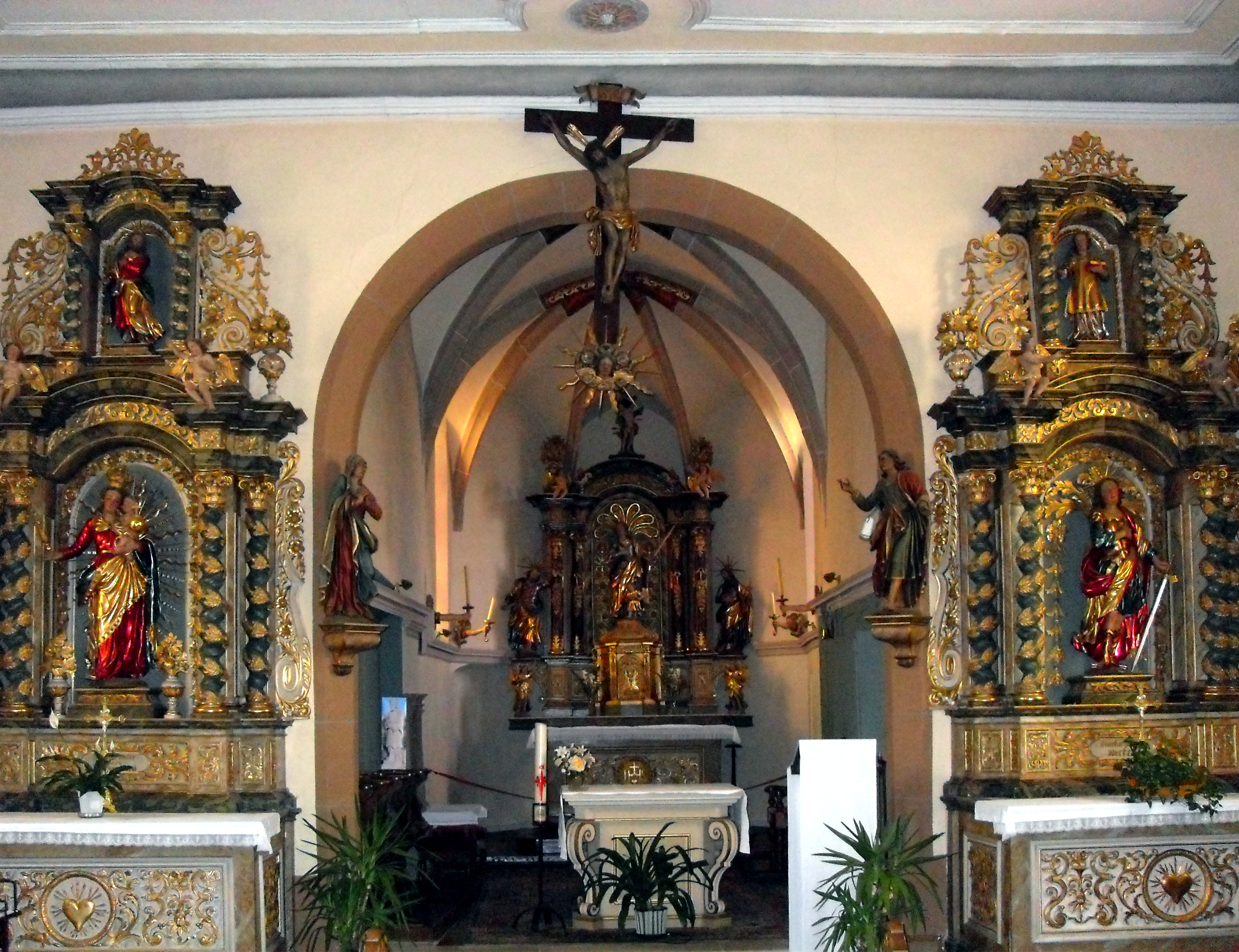
Интерьер